# Holzwarche
La Holzwarche est un ruisseau belge affluent de la Warche et faisant donc partie du bassin versant de la Meuse. Il coule en province de Liège dans la commune de Bullange faisant partie des Cantons de l'Est.

## Parcours
Ce ruisseau prend sa source dans la forêt au nord du petit village frontalier de Losheimergraben. Après un parcours comprenant de nombreux petits méandres en lisière de la forêt de Gemeindewald Krinkelt, le ruisseau arrose Wirtzfeld puis rejoint la Warche formant avec celle-ci les deux bras principaux du lac de Bütgenbach à une altitude de 550 m.